# Nancy Oliver
Nancy Oliver (* 8. Februar 1955) ist eine US-amerikanische Drehbuchautorin. Ihr Drehbuch zu Lars und die Frauen wurde mehrfach ausgezeichnet. 

## Leben
Oliver studierte Literaturwissenschaften an der University of Massachusetts in Amherst und Theaterwissenschaften an der Florida State University in Tallahassee. Dort lernte sie Alan Ball kennen und gründete mit ihm eine Theatergruppe, die General Nonsense Theater Company. Nach dem Studium arbeitete Oliver zunächst als Autorin und Regisseurin für verschiedene Theater in Florida. 1997 zog Oliver nach Los Angeles, kurz darauf stieg sie als Autorin bei der HBO-Serie Six Feet Under – Gestorben wird immer ein, für die sie drei Staffeln lang die Drehbücher schrieb und als Co-Produzentin fungierte.
Mit Lars und die Frauen schrieb sie erstmals das Drehbuch für einen Spielfilm und wurde dafür für mehrere Preise nominiert und ausgezeichnet. Seit 2008 arbeitet Oliver für die Fernsehserie True Blood.

## Filmografie
- 2003–2005: Six Feet Under – Gestorben wird immer (Six Feet Under)
- 2006: Windfall
- 2007: Lars und die Frauen (Lars and the Real Girl)
- seit 2008: True Blood

## Auszeichnungen und Nominierungen (Auswahl)
- NBR Award 2007 für Lars und die Frauen
- Satellite Awards 2007: Nominierung für Lars und die Frauen
- Oscarverleihung 2008: Nominierung in der Kategorie „Bestes Originaldrehbuch“ für Lars und die Frauen
- Humanitas-Preis 2008 für Lars und die Frauen
- WGA Award 2008: Nominierung für Lars und die Frauen
- Producers Guild of America (PGA Award) 2010: Nominierung für True Blood